# Rabenstein an der Pielach
Rabenstein an der Pielach osztrák mezőváros Alsó-Ausztria St. Pölten-i járásában. 2024 januárjában 2471 lakosa volt. 

## Elhelyezkedése

Rabenstein an der Pielach a Sankt Pölten-i járásban

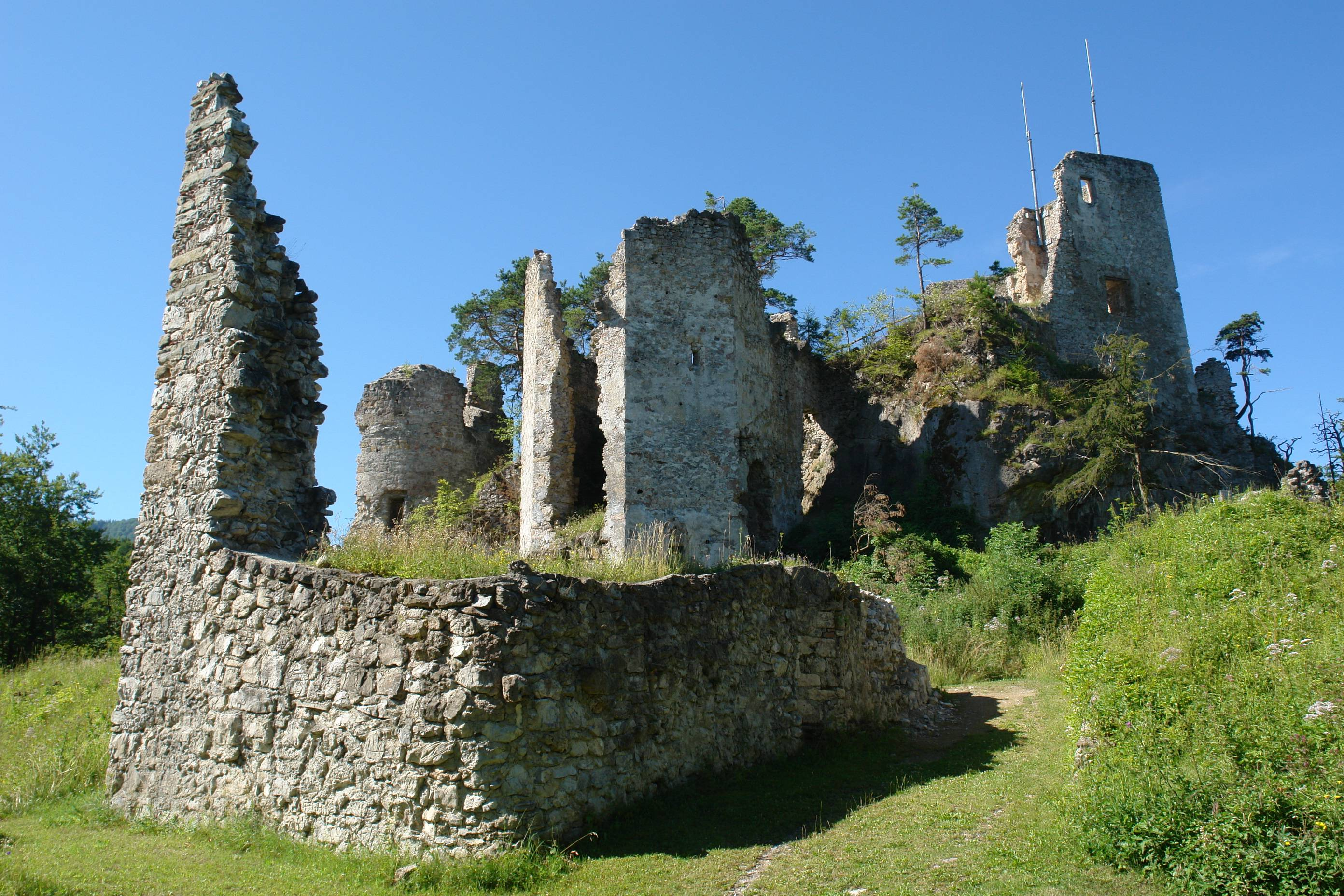
A rabensteini vár romjai

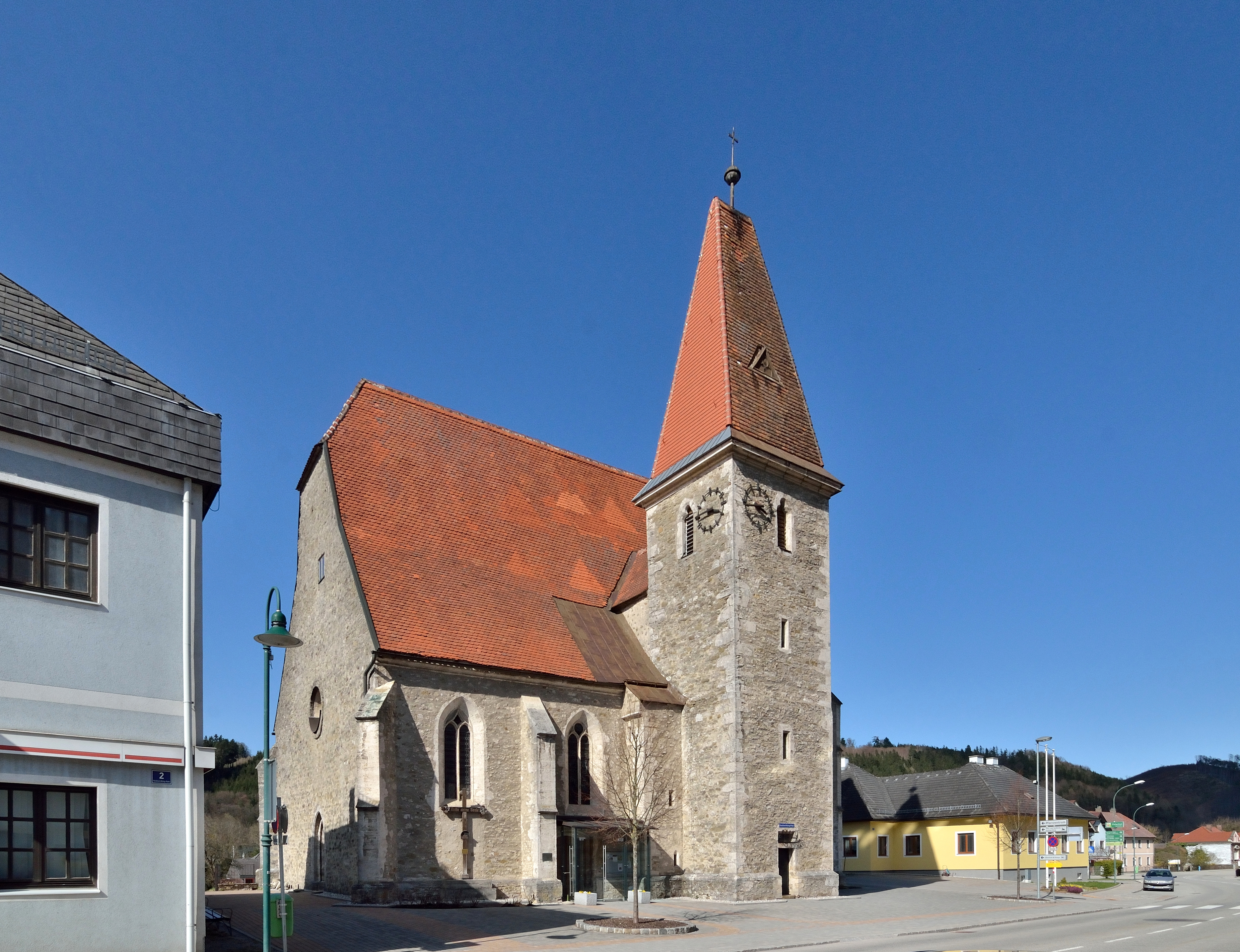
A Szt. Lőrinc-plébániatemplom

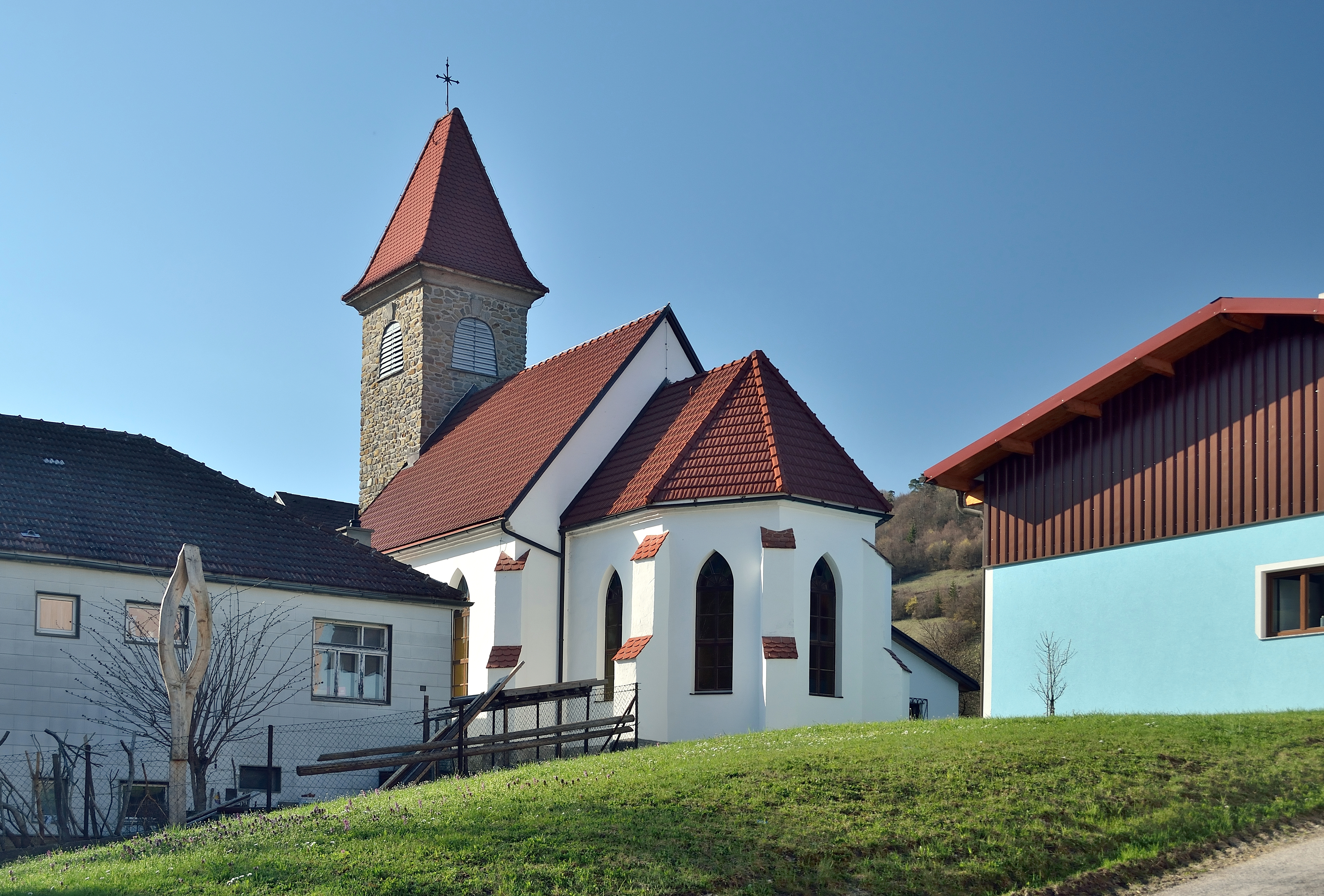
A Szűz Mária-kápolna

Rabenstein an der Pielach a tartomány Mostviertel régiójában fekszik a Türnitzi-Alpokban, a Pielach folyó mentén. Legmagasabb pontja a Geisbühel (849 m). Területének 46,1%-a erdő, 46,8% áll mezőgazdasági művelés alatt. Az önkormányzat 8 települést egyesít: Deutschbach (178 lakos 2024-ben), Dorf-Au (666), Königsbach (141), Markt (808), Röhrenbach (35), Steinklamm (185), Tradigist (361) és Warth (97).
A környező önkormányzatok: északra Hofstetten-Grünau, keletre Eschenau, délre Kirchberg an der Pielach, északnyugatra Kilb.

## Története
Rabensteint 1136-ban említik először egy bizonyos Wilhelm de Raminsten nevében. A település 1280-ban mezővárosi jogokat kapott. Miután a Rabensteinek 1323-ban kihaltak, birtokaik az osztrák hercegre szálltak, plébániáik gondozását a göttweigi apátság vette át. Az anyagi nehézségekkel küzdő hercegek többször is elzálogosították a várat és az uradalmat, többek között a Schaunberger, Scheck, Rorer és Losenstein nemzetségek kapták meg egy időre.
A 16. században a lakosság nagy része áttért a protestáns vallásra, köztük voltak az akkori földesurak, a Hacker család. 1597-ben parasztfelkelés tört ki Alsó-Ausztriában. A rabensteini parasztok elfoglalták Kilb falut, majd továbbvonultak Wilhelmsburg és Lilienfeld felé. A felkelést leverték és Hans Zwickl rabensteini kapitányt felakasztották. Az ellenreformáció idején a protestáns Hackerek Bajorországba és Frankóniába vándoroltak ki. Christoph Hacker Ferdinand azonban Rabensteinben maradt és 1676-ban áttért a katolikus hitre. 1683-ban, Bécs török ostromakor megvédte a várat az oszmánok egy hónapig tartó ostromával szemben. A várat 1750-ig folyamatosan lakták, de utána csak időnként, majd pusztulásnak indult. 
Az első világháború idején Rabensteinben tábort létesítettek politikai foglyok és menekültek számára. Később hadifoglyokat, mintegy 8 ezer embert tartottak itt. A háború után Bécs városa 1919-ben megszerezte a tábort, és az épületekben tüdőszanatóriumot hozott létre. 
Rabenstein 1983-ban kapta mai címerét. 

## Lakosság
A Rabenstein an der Pielach-i önkormányzat területén 2024 januárjában 2471 fő élt. Lakosságszáma 1910 óta enyhe gyarapodást mutat. 2022-ben az ittlakók 94,7%-a volt osztrák állampolgár; a külföldiek közül 1,6% a régi (2004 előtti), 1,7% az új EU-tagállamokból érkezett. 1,5% a volt Jugoszlávia (Horvátország és Szlovénia kivételével) vagy Törökország; 0,5% egyéb ország polgára volt. 2001-ben a lakosok 90,3%-a római katolikusnak, 2,2% evangélikusnak, 0,3% ortodoxnak, 1,7% mohamedánnak, 4,8% pedig felekezeten kívülinek vallotta magát. Ugyanekkor 6 magyar élt a mezővárosban; a legnagyobb nemzetiségi csoportot a németek (97,2%) mellett a törökök alkották 0,5%-kal. 
A népesség változása:

| 2016 | 2 512 |
| 2018 | 2 560 |

## Látnivalók
- a rabensteni vár romjai
- a Szt. Lőrinc-plébániatemplom
- a tradigisti Szűz Mária-kápolna

## Fordítás
- Ez a szócikk részben vagy egészben  a   Rabenstein an der Pielach című német Wikipédia-szócikk ezen változatának fordításán alapul.  Az eredeti cikk szerkesztőit annak laptörténete sorolja fel. Ez a jelzés csupán a megfogalmazás eredetét és a szerzői jogokat jelzi, nem szolgál a cikkben szereplő információk forrásmegjelöléseként.